# 佐治信方
佐治信方（天文22年（1553年）？－天正2年（1574年）？一說元龜2年（1571年））戰國時代武將。通稱八郎。尾張大野城主佐治為景長子，本名為興。有兩子：佐治一成和佐治秀休。
佐治氏擁有大半知多半島，是當地豪族。在伊勢灣內領有水軍。這對於信長來講十分重要。為興在桶狹間之戰後臣從信長，娶了信長妹妹阿犬之方，並拜領了「信方」為名字，待遇同一門眾。
後來信方跟從信長長子信忠，參與伊勢長島一向一揆戰死，年僅22歲。